# Brighton Beach (stacja metra)
Brighton Beach – stacja metra nowojorskiego, na linii B i Q. Znajduje się w dzielnicy Brooklyn, w Nowym Jorku i zlokalizowana jest pomiędzy stacjami Sheepshead Bay i Ocean Parkway. Została otwarta w 1917.